# Jules Saliège
Jules-Géraud Saliège, né à Mauriac au lieu-dit Crouzit Haut le 24 février 1870 et mort à Toulouse le 5 novembre 1956, est un homme d'Église, évêque, puis archevêque de Toulouse et cardinal, particulièrement connu pour ses prises de position pendant l'Occupation, où il dénonça les déportations de Juifs, le STO et les exactions nazies. 
Sans avoir jamais rejoint la Résistance proprement dite, le titre de compagnon de la Libération lui est décerné par le général de Gaulle. 
Le 8 juillet 1969, Yad Vashem reconnaît Jules-Gérard Saliège comme Juste parmi les nations.

## Biographie

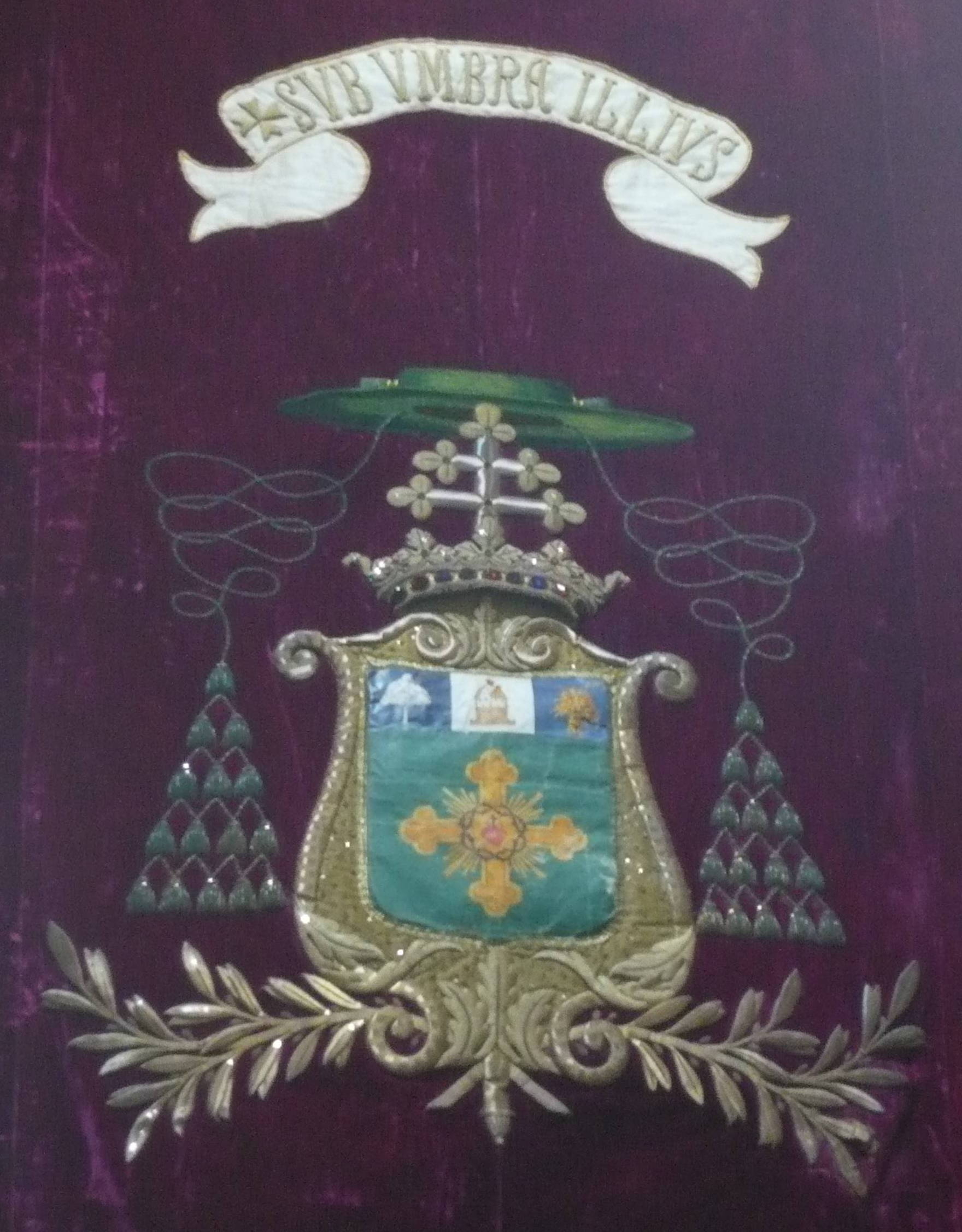
Tenture archiépiscopale de Jules Saliège (blason de primat des Narbonnaises).

### L'archevêque de Toulouse
Après des études à Pleaux, puis au séminaire d'Issy-les-Moulineaux, il fut ordonné prêtre en 1895, devint professeur du petit séminaire de Pleaux, puis supérieur du grand séminaire de Saint-Flour dès 1907, fonction qu'il abandonna en 1914 pour devenir aumônier militaire. Intoxiqué par les gaz, démobilisé en 1917, puis prêtre infirmier au petit séminaire Saint-Gildas, il fut, à la fin de la guerre et après son retour à Saint-Flour, nommé évêque de Gap en 1925, puis devint archevêque de Toulouse en 1928. Arrivant après des prélats d'allure aristocratique, affecté d'une maladie (paralysie du bulbe rachidien), fort handicapé à l'oral à partir de son attaque cérébrale de 1932, il choque par son caractère et ses méthodes abruptes une partie de son entourage, mais permet le développement de l'action catholique. Selon l'historien Germain Sicard, Jules Saliège était « hanté par la déchristianisation […], la baisse de la moralité, la recherche du plaisir et de la vie facile. » Il est élu mainteneur de l'Académie des Jeux floraux en 1932. Il a des rapports protocolaires corrects avec la municipalité socialiste de Toulouse mais ne s'engage politiquement pas particulièrement avant la guerre, même s'il est hostile aux totalitarismes condamnés par Rome (communisme, nazisme).

### Du soutien à Pétain à la condamnation de la déportation
Il condamne assez tôt l'antisémitisme. Dès le 12 avril 1933, donc peu de temps après l'arrivée en janvier d'Hitler à la chancellerie, il prend la parole dans une réunion au Théâtre du Capitole pour la défense des Juifs menacés par la montée du nazisme : « Non seulement, déclare-t-il, je me sens frappé par les coups qui tombent sur les persécutés, mais encore mes tressaillements sont d’autant plus douloureux que se trouve méconnu et bafoué, non pas un idéal confus, une idée froide et abstraite, mais cet être vivant, personnel, dont le souffle a traversé et porte toute l’histoire d’Israël : Jéhovah, celui que j’appelle le bon Dieu, le Juste par excellence. […] Comment voulez-vous que je ne me sente pas lié à Israël comme la branche au tronc qui l’a porté ! […] » Comme supérieur de l'Institut catholique il soutient les initiatives d'aide aux réfugiés espagnols de Bruno de Solages. Il est informé de l'évolution en Allemagne par le père René de Naurois.
En 1936 sa maladie commence à le handicaper gravement pour parler en public. En juin 1937 paraît pour la première fois, dans la Semaine catholique de Toulouse, un bref article anonyme intitulé « Menus propos ». Très vite, on sait que Jules Saliège en est l’auteur. Écrits d'une plume élégante et incisive, ces « Menus propos » paraîtront chaque semaine pendant dix ans et aborderont avec une extraordinaire liberté de ton les sujets les plus variés de l'actualité. Ils seront republiés en sept cahiers thématiques en 1947 (Éditions l’Équipe, Toulouse). On y trouve exprimée dans toutes ses facettes la profondeur et l'originalité de sa personnalité.
Le 19 février 1939, avec son ami Bruno de Solages, recteur de l'Institut catholique de Toulouse, il rappelle avec fermeté que l'Église condamne le racisme, erreur dont le pape Pie XI a montré en 1937 dans l'encyclique Mit brennender Sorge qu'elle est fondamentalement contraire aux enseignements de l'Évangile.
La région de Toulouse est un centre important des réfugiés lors de l'exode de 1940 (Léon Blum y est arrêté). L'Église contribue à l'effort de réception des civils et l'archevêque reçoit en 1940 le maréchal Pétain à Toulouse, affirmant son respect pour le régime de Vichy.
Dès mars 1941, Jules Saliège agit pour aider matériellement les détenus (majoritairement étrangers) des camps de Noé et du Récébédou et exprime son soutien, dans une lettre au rabbin Moïse Cassorla à la suite des attentats contre des synagogues de Paris en octobre suivant.
Repéré à Londres comme un des archevêques qui s'opposent aux Allemands et à la collaboration, il reçoit des émissaires gaullistes (dont Michel Debré) et une lettre du général de Gaulle qui lui demande, comme à d'autres prélats, un geste montrant un certain désalignement de l'Église sur les autorités de la France collaborationniste. À la mi-août 1942, le père de Lubac, l'abbé Glasberg et le père Pierre Chaillet lui font rencontrer l'avocat et résistant Charles Lederman alors actif au sein de l'Union des Juifs pour la résistance et l'entraide (UJRE) qui le convainc de l'existence des camps et de l'extermination de Juifs,. Au moment de l'occupation de la zone Sud, le nonce Valerio Valeri recommande aux évêques de la zone Sud de ne pas accepter les persécutions antisémites.

### Une condamnation sans ambiguïté des persécutions antisémites
Le 23 août 1942, Jules Saliège ordonne la lecture, dans toutes les paroisses de son diocèse, d'une lettre pastorale intitulée Et clamor Jerusalem ascendit. 

« 

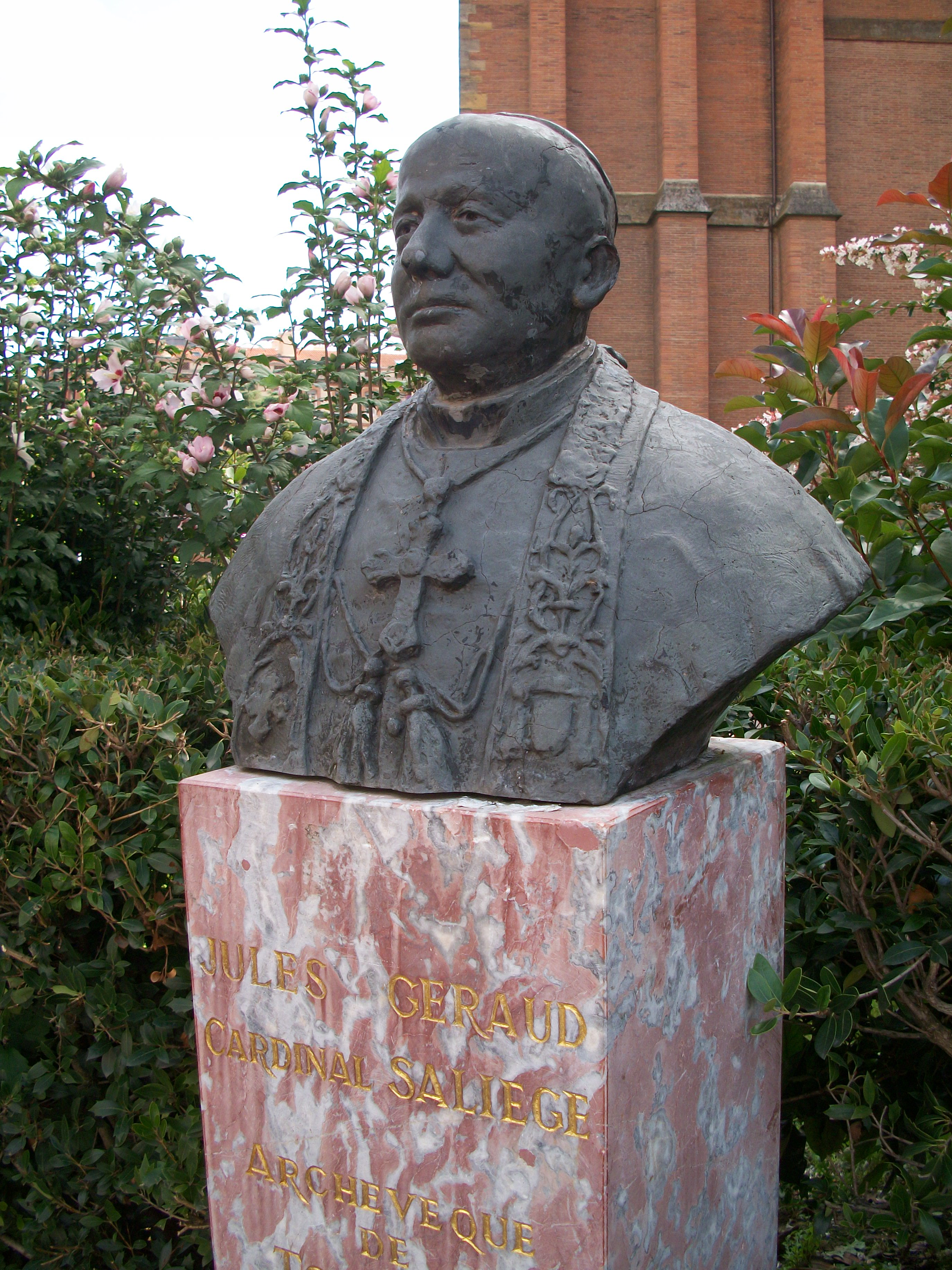
Monument du Cardinal Jules Saliège, à côté de la cathédrale. Le monument cite sa fameuse lettre.

LETTRE DE S.E. MONSEIGNEUR L’ARCHEVÊQUE DE TOULOUSE SUR LA PERSONNE HUMAINE
Bien chers Frères,
Il y a une morale chrétienne, il y a une morale humaine qui impose des devoirs et reconnaît des droits. Ces devoirs et ces droits tiennent à la nature de l’homme. Ils viennent de Dieu. On peut les violer. Il n’est au pouvoir d’aucun mortel de les supprimer.
Que des enfants, des femmes, des hommes, des pères et des mères soient traités comme un vil troupeau, que les membres d’une même famille soient séparés les uns des autres et embarqués pour une destination inconnue, il était réservé à notre temps de voir ce triste spectacle.
Pourquoi le droit d’asile dans nos églises n’existe-t-il plus ?
Pourquoi sommes-nous des vaincus ?
Seigneur ayez pitié de nous.
Notre-Dame, priez pour la France.
Dans notre diocèse, des scènes d’épouvante — l'expression a été remplacée par « émouvantes » après que Jules Saliège eut reçu des pressions — ont eu lieu dans les camps de Noé et de Récébédou. Les Juifs sont des hommes, les Juives sont des femmes. Les étrangers sont des hommes, les étrangères sont des femmes. Tout n’est pas permis contre eux, contre ces hommes, contre ces femmes, contre ces pères et mères de famille. Ils font partie du genre humain. Ils sont nos frères comme tant d’autres. Un chrétien ne peut l’oublier.
France, patrie bien-aimée, France qui porte dans la conscience de tous tes enfants la tradition du respect de la personne humaine, France chevaleresque et généreuse, je n’en doute pas, tu n’es pas responsable de ces horreurs — pour la même raison, ce mot a été remplacé par « erreurs ».
Recevez, mes chers Frères, l’assurance de mon respectueux dévouement.
Jules-Géraud SALIÈGE
Archevêque de Toulouse
À lire dimanche prochain [23 août 1942], sans commentaire. »

Pierre Laval, sous prétexte que les Allemands risquent de remettre en cause l'autonomie relative de la zone non occupée, fait interdire sa publication par arrêté préfectoral. Plusieurs des pairs de Saliège, comme François-Louis Auvity à Mende, bloquent à la demande des préfets la diffusion de sa lettre pastorale dans leur diocèse, pour obéir à l'interdiction du gouvernement. Mais elle est lue dans plusieurs paroisses de France, paraît dans La Semaine Catholique et elle est diffusée par le Vatican comme sur les ondes de la B.B.C. depuis Londres (le 31 août avec la voix de Maurice Schumann et le 9 septembre avec celle de Jean Marin). Le chef du gouvernement convoque le secrétaire de la nonciature du Vatican pour demander, mais en vain, la mise à la retraite de Jules Saliège. Pierre-Marie Théas, à Montauban fait, lui aussi, diffuser des instructions à lire dans toutes ses paroisses pour condamner l'antisémitisme, ou encore, plus tard, au printemps 1943, contre l'institution du Service du travail obligatoire à laquelle s'oppose également Jules Géraud Saliège.
Cette opposition publique aux persécutions raciales est assez isolée dans un épiscopat français qui reste majoritairement pétainiste : si « plus de la moitié des évêques français a protesté contre les persécutions », seuls cinq évêques sur plus d'une centaine ont publiquement dénoncé les rafles antisémites ; le gouvernement a fait de fortes pressions contre ces condamnations, qui trouvaient un écho parmi les catholiques, mais le poids du cardinal Gerlier, primat des Gaules, ou de Jean Delay à Marseille, qui font partie des protestataires, a protégé les ecclésiastiques d'une répression immédiate.

### Une action risquée
Avec Bruno de Solages, l'archevêque de Toulouse contribue à protéger de nombreux Juifs et proscrits, les place dans des lieux sûrs aux alentours de Toulouse. En 1943, un certain nombre de prêtres de l'Église catholique s'efforcent de fournir de faux certificats de baptême dans leur paroisse. Mobilisant diverses congrégations et réseaux, l'aide apportée s'amplifie dans le diocèse et l’archevêché de Toulouse : filières d'évasion, passages en Espagne par des circuits pyrénéens, documents d'identité, cartes de textile, faux certificats de baptême, camouflage des jeunes dans les écoles catholiques et les couvents. À Montauban, ce sont les bénédictines de Mas-Grenier, les sœurs d'Auvillar, de l'Institut Jeanne d'Arc, l'Institut familial, le petit séminaire, le Refuge. Le capucin Dom Marie-Benoît (Pierre Péteul) réussit à sauver environ 4 000 personnes. A Capdenac-Gare, Louise Thèbes, les religieuses Denise Bergon et Marguerite Roques abritent 83 enfants et 11 adultes dans l'école du couvent Notre-Dame de Massip. D'autres prélats agissent surtout par motivation humaniste et par devoir de charité, sans vouloir manifester leur opposition au gouvernement de Vichy ni à l'occupant.
Même s'il protège les proscrits, Jules Saliège prend plusieurs fois position pour condamner les actes d'agression contre les forces d'occupation allemandes, considérant, selon la tradition de l'Église, que l'armistice qui a été signé doit être respecté, et que par ailleurs, les populations civiles ne doivent pas intervenir dans les guerres.
C'est son action de protection des Juifs qui convainc la Gestapo finalement de l'arrêter le 9 juin 1944. Jules Saliège ne doit son salut qu'à son état de santé — sa paralysie du bulbe rachidien — et à son âge, ainsi qu'à la protestation vigoureuse de la religieuse qui se trouvait auprès de lui. L'officier allemand chargé de son arrestation se retira en bafouillant qu'il allait demander de nouvelles instructions, et ne revint jamais. D'après le témoignage d'un résistant, Charles d'Aragon, Jules Saliège manifesta du dépit de voir s'éloigner de lui la « palme du martyre ».

### Un symbole moral à la Libération

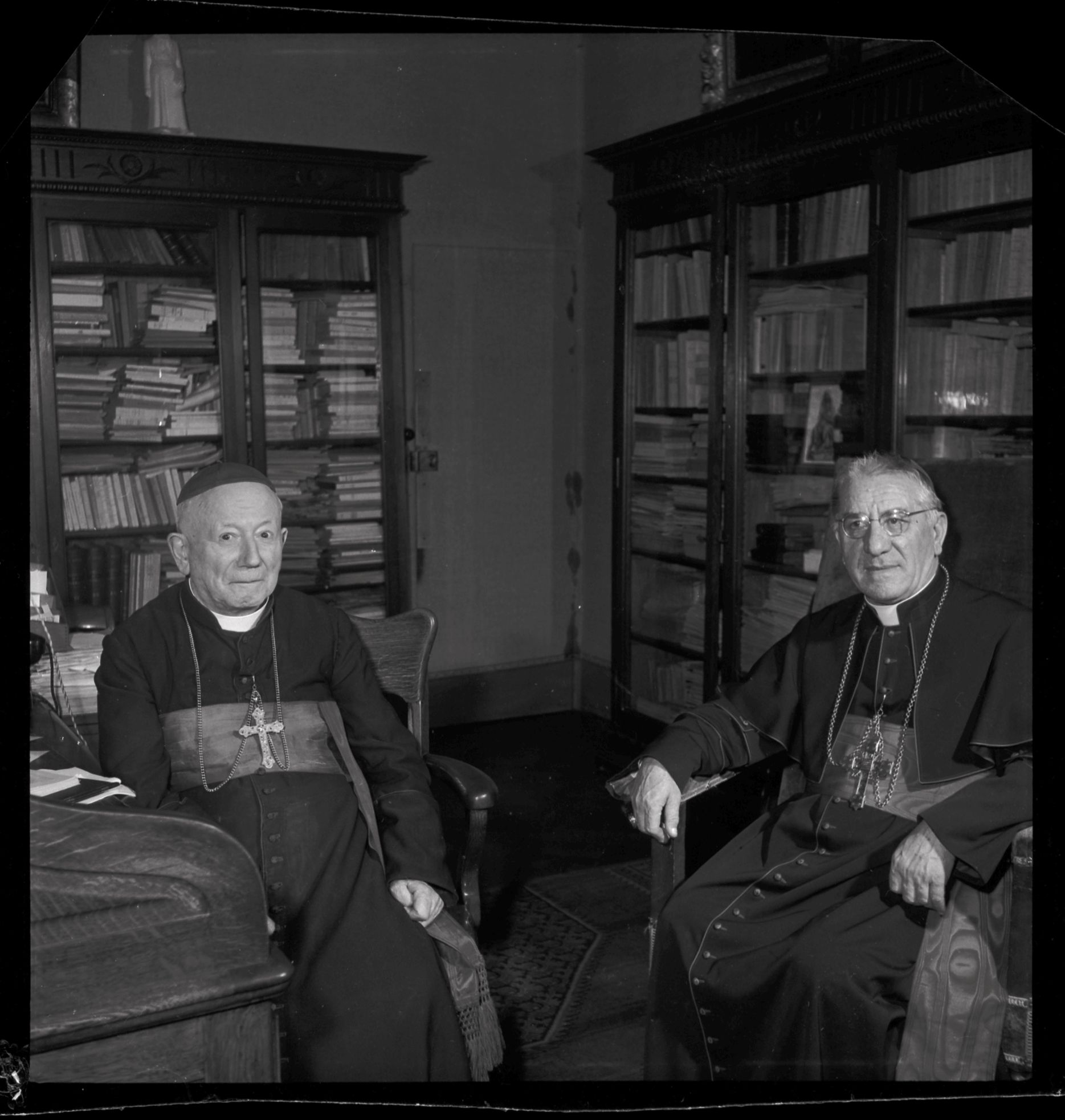
Jules Saliège et le cardinal Adeodato Giovanni Piazza en 1953.

À la Libération, son autorité morale et son action lui valent la reconnaissance du général de Gaulle, qui le fait Compagnon de la Libération par décret du 7 août 1945. L'archevêque profite de son statut pour s'élever contre les injustices et les violences commises à la fin de la guerre par les partisans :

« On tue l'homme qui déplaît. On tue l'homme qui n'a pas des opinions conformes. On tue sans jugement ; on tue avec jugement. On tue en dénonçant ; on tue en calomniant. On tue en jetant dans la rue, par la radio, par la presse des paroles de haine […] Tous les terroristes sont inhumains et condamnés par le monde chrétien. »

Après la Libération, le gouvernement fait pression pour que le Vatican, qui n'a reconnu que très tard la France Libre, épure le clergé et crée cardinal des ecclésiastiques résistants. De Gaulle et Georges Bidault insistent en particulier sur le cas de Saliège, sur lequel Pie XII est très réticent. Le préfet de la Résistance, Pierre Bertaux, reçoit à Toulouse le nonce Roncalli qui lui signifie que le pape Pie XII refuse la création d'un cardinal que son handicap empêcherait de se déplacer selon les formes à Rome, « le pape et nul autre ne pouvant remettre la barrette » de cardinal. Les autorités du gouvernement provisoire (ainsi sans doute que le nonce) font savoir au pape qu'il s'agit d'une erreur majeure pour l'image de l'Église dans la France de la Libération. Jules Saliège est créé cardinal lors du consistoire du 18 février 1946, jour où il reçoit des mains de Pierre Bertaux l'ordre de la Libération. Le pape envoie finalement le nonce Roncalli à Toulouse pour remettre le chapeau de cardinal à l'archevêque. Dans son discours, le préfet souligne avec malice sa satisfaction de voir que c'était le nonce « lui et nul autre » qui créait cardinal Jules Saliège.
Jules Saliège reçoit le titre de Juste parmi les nations par le mémorial de Yad Vashem, au nom d'Israël. Plusieurs lieux de la région toulousaine portent son nom. On recense ainsi un square à Toulouse, près de la cathédrale Saint-Étienne, un lycée post-baccalauréat (Prépas et BTS) à Balma, un espace culturel à Baziège. Il est incarné par Maurice Sarrazin dans un film de Francis Fourcou, Laurette 1942, une volontaire au camp du Récébédou.
Le cardinal Jules-Géraud Saliège a préfacé le livre de Paul Démann publié en 1952 La Catéchèse chrétienne et le peuple de la Bible. Constatations et perspectives (écrit avec la collaboration de Renée Bloch). Cahiers sioniens, numéro spécial (no 3 et 4). Ce livre repose sur une analyse de 2 000 manuels d'enseignement catholique et recense les passages antijudaïques.
En 1954, le Cardinal Saliège, participant au développement du renouveau spirituel de son diocèse, accorda son approbation à la communauté des Petites Sœurs de Marie Mère du Rédempteur, créée par Mère Marie de La Croix, dès 1939 une petite communauté avait pris naissance autour de Maria Nault à Toulouse.
Il meurt à 86 ans le 5 novembre 1956 à Toulouse. Il est inhumé dans le chœur de la cathédrale Saint-Étienne de Toulouse (caveau nord). Gabriel-Marie Garrone lui succède : il avait été ordonné archevêque coadjuteur de Toulouse le 24 juin 1947.

## Décorations
- Officier de la Légion d'honneur par décret du 9 février 1952[10]
- Compagnon de la Libération par décret du 7 août 1945[11]
- Croix de guerre 1914–1918
- Croix du combattant
- Médaille des Justes de Yad Vashem le 8 juillet 1969[8]

## Hommage
- Depuis 1957, un square de Toulouse situé dans le quartier Saint-Étienne porte son nom.